# Bötskär (Vårdö, Åland)
Bötskär, med Flyskär i öster, är en del av en ö i Åland (Finland). Den ligger i Skärgårdshavet och i kommunen Vårdö i landskapet Åland, i den sydvästra delen av landet. Ön ligger omkring 30 kilometer öster om Mariehamn och omkring 250 kilometer väster om Helsingfors.
Öns area är 37,4 hektar och dess största längd är 1 kilometer i öst-västlig riktning. Ön höjer sig omkring 15 meter över havsytan.